# Richard Meißner
Richard Meißner (* 23. April 1868 in Dessau; † 12. Januar 1938 in Heilbronn oder Löwenstein-Lichtenstern; auch Richard Meissner) war ein deutscher Weinbaufachmann. Er gab mehrere Lehr- und Handbücher zum Weinbau heraus und leitete von 1901 bis 1923 die Württembergische Wein-Versuchsanstalt an der Weinbauschule in Weinsberg. Als Mitgründer und langjähriger Vorsitzender des Weinsberger Justinus-Kerner-Vereins widmete er sich darüber hinaus der Pflege des Andenkens an die Weinsberger Dichter Justinus Kerner und Theobald Kerner.

## Leben
Meißner besuchte in Dessau die Mittelschule und das Realgymnasium und absolvierte 1888 das Abitur. In Halle (Saale) studierte er Naturwissenschaften und war bis 1892 Assistent am dortigen Botanischen Institut. 1893/94 schloss er sein Studium in Bonn ab und wurde zum Dr. phil. promoviert. 1896 wurde er an der Lehranstalt für Obst- und Weinbau Geisenheim Assistent von Julius Wortmann, und 1901 war er kurzzeitig Leiter der Bayerischen Lehranstalt für Wein-, Obst- und Gartenbau in Veitshöchheim. Im selben Jahr wurde er unter gleichzeitiger Ernennung zum Professor zum Vorstand der neu gegründeten Württembergischen Wein-Versuchsanstalt in Weinsberg berufen. Er leitete die Anstalt bis zum 1. März 1923 und widmete sich unter anderem in der Kellerwirtschaft der Verhütung und Beseitigung von Weinkrankheiten und Weinfehlern sowie der Erforschung und Bekämpfung von Rebkrankheiten und Rebschädlingen. Neben anderen Publikationen bearbeitete er mehrere Kapitel in Grundlagenwerken zum Weinbau. Von 1919 bis 1927 gab er zehn Lehr- und Handbücher heraus. Meißner war Mitglied des Reichsausschusses für Weinforschung.
Richard Meißner war auch kulturell interessiert und gehörte am Neujahrstag 1905 zu den fünf Initiatoren des Justinus-Kerner-Vereins, der im selben Jahr gegründet wurde, um nach dem in absehbarer Zeit zu erwartenden Tod des hochbetagten Weinsberger Ehrenbürgers Theobald Kerner das von dessen Vater Justinus Kerner erbaute Kernerhaus mit seinen Kunstschätzen der Nachwelt erhalten zu können. Meißner übernahm den Vorsitz des Vereins und handelte mit Theobald Kerner ein Vorkaufsrecht des Vereins für das Kernerhaus aus, das nach Theobald Kerners Tod 1907 an den Verein überging. Am 29. Mai 1908 legte Meißner sein Amt als Vereinsvorsitzender nieder und wurde zum Ehrenvorsitzenden ernannt. Nach dem frühen Tod seines Nachfolgers Karl Burkhardt am 4. April 1916 übernahm Meißner de facto wieder die Leitung des Vereins und unterstützte den neuen Vorsitzenden Albert Geyer noch bis 1920. Für den Justinus-Kerner-Verein und für die Stadt Weinsberg verfasste Meißner mehrere Schriften und Artikel über die Stadt, ihre Geschichte und Bauwerke sowie Justinus und Theobald Kerner. Eine Chronik der Stadt Weinsberg von 1857–1926, die an die Weinsberger Chronik von Ferdinand Ludwig Immanuel Dillenius anschließt, blieb unveröffentlicht, liegt der Weinsberger Stadtverwaltung aber mittlerweile in digitaler Form vor.
Nach seinem Wegzug von Weinsberg ließ sich Meißner nicht mehr in den Vereinsausschuss wählen. Er starb am 12. Januar 1938 und wurde am 15. Januar auf dem Friedhof der Stadt Löwenstein beigesetzt, in der er die letzten sieben Jahre seines Lebens verbracht hatte.

## Familie
Meißner war verheiratet. Für seine am 18. September 1906, zur gleichen Zeit wie die Hauptversammlung des Vereins, geborene Tochter Gretel Justina übernahm der Justinus-Kerner-Verein die Patenschaft.